# 開腹胃造瘺術
開腹胃造瘺術為一種造瘺術醫學手術專有名詞。

## 歷史
1894年，美國腸胃專科醫生馬丁·斯塔姆（Martin Stamm）發明。 

## 術式
自馬丁·斯塔姆發表開腹胃造瘺術至今，共有以下術式演變：
- Witzel法
- Stamm法
- Janeway法
- Heineke-Mikulicz法

## 關聯條目
- 鼻胃管
- 經皮內視鏡胃造瘺術 - 1979年於美國醫學界研發改進胃造瘺術。